# Shorea bracteolata
Shorea bracteolata är en tvåhjärtbladig växtart som beskrevs av William Turner Thiselton Dyer. Shorea bracteolata ingår i släktet Shorea och familjen Dipterocarpaceae. Inga underarter finns listade i Catalogue of Life.